# Seznam let
Tato stránka obsahuje seznam stránek jednotlivých letopočtů.